# Shirakavan (Shirak)
Pour l’article homonyme, voir Shirakavan.

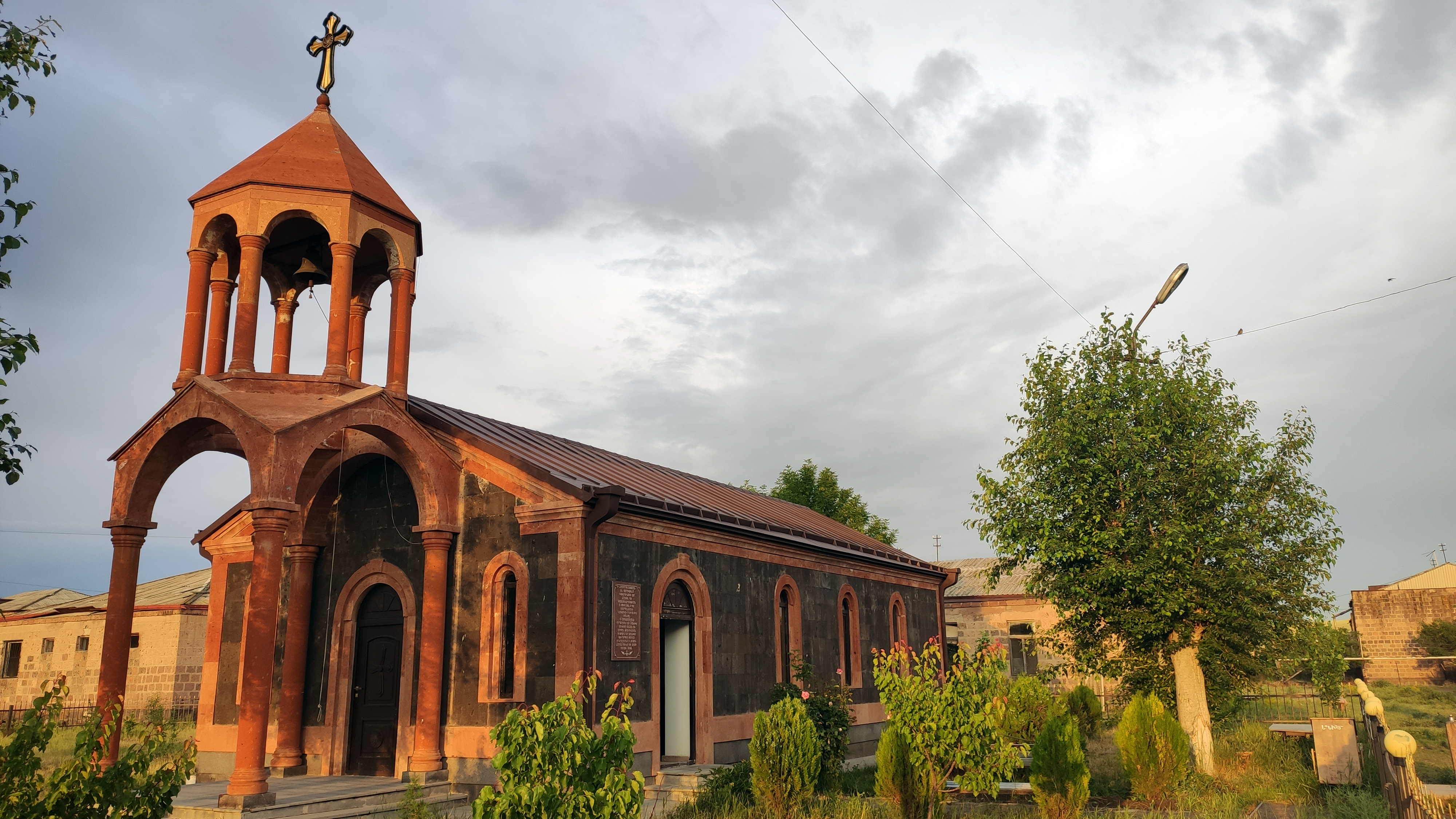

Shirakavan (en arménien Շիրակավան) est une communauté rurale du marz de Shirak en Arménie. En 2008, elle compte 801 habitants.